# إرنست كارل فريدريش وندرليش
إرنست كارل فريدريش وندرليش (بالألمانية: Ernst Karl Friedrich Wunderlich)‏ هو عالم لغوي كلاسيكي وأستاذ جامعي ألماني، ولد في 1783 في Westerengel ‏ في ألمانيا، وتوفي في 14 مارس 1816 في غوتينغن في ألمانيا.